# Volkswagen Golf V
Volkswagen Golf V — автомобиль немецкой компании Volkswagen. Создан на платформе Volkswagen Group A5 (PQ35). Впервые был показан на Франкфуртском автосалоне в октябре 2003 года, месяцем позже поступил в продажу. Осенью 2003 года он сменил Volkswagen Golf IV, его преемник, Volkswagen Golf VI, появился в 2008 году.

## Особенности модели
Платформа PQ35 легла уже в основу автомобилей Audi A3 Typ 8P и Volkswagen Touran. Эта модель доступна с шестью бензиновыми моторами (4-,5-,6-цилиндровые) и тремя дизельными.
Виды коробок передач: ручная, автоматическая, Типтроник, S-tronic. Ходовая объединяет амортизационные стойки Макферсон и четырёхрычажную заднюю подвеску. Жёсткость кузова выросла на 80 %.
Автомобиль получил в Euro NCAP 5-звёздочный рейтинг.

## Модели
- Mk5 Jetta (трёхместная версия);
- Volkswagen Eos;
- Mk5 Golf Wagon / Variant;
- Golf Plus;

### Специальные выпуски
- GTI Edition 30 (2006 год, первоначально лимитированная серия в 1500 моделей, затем из-за большого спроса количество автомобилей возросло до 2280);
- Fahrenheit Edition (2006 год, всего произведено 2400 моделей, 1200 в цвете Magma Orange, 1200 в жёлтом цвете);
- Speed Edition;
- Pirelli Edition (улучшенный двигатель 230 л.с, шины Pirelli);
- GTI W12-650 (представлен в Австрии в 2007 году как концепт-кар).